# Edinburgh Festival Fringe

Straßenkünstler beim Edinburgh Fringe

Das Edinburgh Festival Fringe (auch Edinburgh Fringe oder nur The Fringe) ist das weltweit größte Kulturfestival und findet jährlich im August in Edinburgh statt. 2015 bot es über eine Dauer von 25 Tagen 50.459 Aufführungen von 3.314 Shows.
Das Fringe wurde 1947 gegründet, als acht Theatergruppen die große Zahl der erwarteten Besucher des ebenfalls in diesem Jahr erstmals ausgetragenen Edinburgh Festival nutzen wollten, indem sie eigene „inoffizielle“ Auftritte organisierten. Seitdem hat das Fringe das offizielle Festival überflügelt, hat eine eigene Organisation und eigenes Personal und verkauft mehr als eine Million Karten pro Jahr.
Das Fringe ist fast ausschließlich auf die darstellenden Künste, besonders Theater und Comedy, ausgerichtet; die Bandbreite reicht von Shakespeare bis zu Experimentellem. Einige Fringe-Schauplätze sind reguläre Theater und verkaufen regelmäßig hunderte Karten zu einer Aufführung, andere sind umgewandelte Kirchen oder sogar Wohnzimmer und ziehen einstelliges Publikum an. Zunächst gab es Animositäten zwischen Fringe und offiziellem Festival, inzwischen sind diese aber verschwunden.
Das Edinburgh Fringe hat einen weltweiten Kreis von Festivals in kanadischen, amerikanischen, australischen und europäischen Städten inspiriert. Fringe Festivals zeichnen sich durch ihr Auswahlverfahren ohne Jury sowie die Vielzahl und inhaltliche Breite der Veranstaltungen aus.
Die prestigeträchtigen Perrier Comedy Awards werden beim Festival Fringe verliehen.
Im Jahr 2007 kam es anlässlich der Aufführung des Stücks Dschihad - das Musical zu Protesten.

## Liste der Spielstätten
Für das Fringe-Festival werden neben bestehenden Bühnen viele weitere temporäre Spielstätten in z. B. Gemeinderäumen, Clubs oder Kirchen geschaffen.
Einige der etablierten Bühnen sind:
- Assembly Rooms
- Aurora Nova
- C venues
- Gilded Balloon
- Pleasance
- theSpaceUK
- Sweet Venues
- Underbelly